# Michelle
«Michelle» (с англ. — «Мишель») — любовная баллада английской рок-группы The Beatles, написанная Полом Маккартни (приписана Дж. Леннону и П. Маккартни) и впервые появившаяся в альбоме Rubber Soul в 1965 году. Песня отличается от большинства других записей The Beatles в первую очередь тем, что в её тексте используется фрагмент на французском языке. Песня не была выпущена в формате сингла в Великобритании и США, однако в ряде европейских стран, включая Норвегию, была выпущена синглом (а уже после выхода альбома вышла также в британском мини-альбоме Nowhere Man). В 1967 году «Michelle» получила премию «Грэмми» в категории «Песня года».

## О песне

### История создания
Это одна из самых старых песен Маккартни. Он начал сочинять её ещё в 1959 году на своей первой гитаре фирмы «Zenith», которая сохранилась у музыканта и сегодня.
Идея к написанию песни «Michelle» возникла в годы особого интереса к культуре Франции в Ливерпуле. В те годы Маккартни часто посещал вечеринки, организованные Остином Митчеллом, учителем Джона Леннона в ливерпульском художественном колледже, и посвящённые студентам. На одной из таких вечеринок музыкант встретил студента, исполнявшего французскую песню. По воспоминаниям музыканта, этот человек носил эспаньолку и был одет в полосатую футболку. Вскоре Маккартни написал шуточную пародию на эту песню, чтобы развлечь друзей, которые любили копировать необычное французское произношение. Песня оставалась излюбленным музыкальным номером музыкантов вплоть до 1965 года, пока Джон Леннон не предложил основательно поработать над песней для включения её в альбом Rubber Soul. В интервью 80-х годов Маккартни рассказывал:

«Это были отличные вечеринки всю ночь напролёт. Там можно было подцепить девушку, что, собственно, и было первоочередной целью, выпить (и это было второй целью), а ещё там можно было немного поиграть на публике. Я помню, на мне был чёрный свитер с высоким воротником, я загадочно сидел в углу и поигрывал мелодию, похожую на французскую. Я иногда притворялся, что говорю по-французски, потому что все хотели быть похожими на Сашу Дистеля.
Несколько лет спустя Джон спросил: „Помнишь ту французскую вещь, которую ты играл у Митчелла?“ Я сказал: „Да“. Он ответил: „Хорошая мелодия, нужно с ней что-нибудь сделать“. Мы всегда искали какие-нибудь новые мелодии, потому что записывали много альбомов, и в каждом из них должно было быть по четырнадцать песен, к тому же мы ещё выпускали синглы, и материала требовалось немало»
— 

Промопостер песни «Michelle» (американская версия)

Маккартни решил сохранить французское настроение песни и обратился за помощью к жене своего старого школьного друга и преподавателя французского языка Айвена Вогана. Именно жена Вогана предложила использовать в названии песни французское имя, а также запоминающуюся фразу во французском переводе, которая смогла удачно рифмоваться с текстом песни. «Я чувствовал, что песня „Michelle“ должна звучать на французский манер. Жена моего друга преподавала французский язык, и я попросил её наговорить несколько фраз, из которых выбрал наиболее удачные сочетания слов», — рассказывал Маккартни.
Вогэн предложила добавить в песню строчку «Мишель, моя дорогая» (фр. «Michelle, ma belle») и строку «Это слова, которые хорошо подходят друг другу» (фр. sont les mots qui vont très bien ensemble). Когда Маккартни впервые исполнил песню для Леннона, тот предложил добавить в середину песни строчку «Я люблю тебя». Такая идея пришла к Леннону незадолго до того, как прошедшим вечером, он прослушивал пластинку с записью песни «I Put a Spell on You» джазовой певицы Нины Симон, в тексте которой встречались именно такие слова. Позднее Леннон вспоминал:
«Я написал восемь тактов в средней части «Michelle», одной из песен Пола. Как-то он напел мне первые несколько тактов и спросил: «Ну и как мне быть дальше?» Я слушал Нину Симон, кажется, песню «I Put a Spell on You», и там была строчка, в которой повторялось: «Я люблю тебя, я люблю тебя, я люблю тебя». Я и предложил вставить это в середину: «I love you, I love you, I lo-o-ove you».

Моим вкладом в песни Пола обычно становились блюзовые интонации. В противном случае «Michelle» стала бы чистой балладой. Он привносил лёгкость и оптимизм, а я — печаль, диссонансы, грустные блюзовые ноты. Был момент, когда мне казалось, что я не пишу мелодии, что их пишет Пол, а я сочиняю только кричалки — самый типичный рок-н-ролл. Но если вспомнить такие песни, как «In My Life» или — из ранних — «This Boy», то понимаешь, что и xopoшие мелодии были мне по плечу.

### Запись песни
The Beatles записали ритм-трек за один дубль, используя все свободные дорожки на магнитофонах в «Эбби Роуд». Позднее The Beatles решили, что Маккартни мог бы записать почти все инструменты сам.
Первый этап записи проходил с 02:30 до 19:00 3 ноября 1965 года. Затем с 19:00 до 23:30 The Beatles наложили основной вокал, дополнительные гитарные и вокальные партии.

## Интересные факты о песне
- Очень часто текст песни, написанный на французском, воспринимается некоторыми слушателями как «Sunday monkey won’t play piano song» (русск. Воскресная обезьянка не сыграет песню на пианино)[8].
- Несмотря на то, что песня в основном написана Полом Маккартни, в её написании принял участие и продюсер The Beatles Джордж Мартин, утверждавший, что именно он написал ноты для партии соло-гитары, которая звучит в песне дважды: в середине и в конце песни, в её коде.
- Популярная американская певица Мишель Бранч была названа в честь этой песни.
- В СССР и России благодаря фильму «Заложница» (1990) имеет хождение миф о том, что эта песня посвящена стюардессе по имени Мишель, погибшей в толпе фанатов «Битлз».

## В записи участвовали
- Пол Маккартни — бас-гитара и вокал.
- Джон Леннон — акустическая гитара, бэк-вокал.
- Джордж Харрисон — гитара и бэк-вокал.
- Ринго Старр — барабаны.

## Награды
«Michelle» получила премию «Грэмми» в номинации «Песня года» в 1967 году, одержав победу над такими песнями-номинантами, как «Born Free» (Энди Уильямс), «The Impossible Dream» (Ричард Кайли), «Somewhere My Love» (Рэй Коннифф) и «Strangers in the Night» (Фрэнк Синатра). Победа «Мишель» была по-настоящему триумфальной, хотя бы потому, что каждый из номинантов того года прежде терпел поражение, участвуя как минимум в девяти номинациях. В 1999 году «BMI» включили «Michelle» в список лучших песен XX-го столетия, поместив её в списке на 42-е место.

## Кавер-версии
Песня неоднократно перепевалась другими исполнителями, к примеру:
- группой Overlanders. 27 января 1966 года группа заняли 1-е место в английском хит-параде за исполнение песни Леннона-Маккартни «Мишель»[11]. Песня была выпущена в формате сингла и по своей популярности не уступала оригиналу. «Мишель» стала третьим хитом в творчестве группы[12].
- группой David and Jonathan[13].
- группой Mr Humbert.
- музыкальным коллективом Gregorian Chants в альбоме Song of the Beatles.
- группой The Singers Unlimited (А капелла-версия 1971 года).
- группой The Punkles в альбоме Punk!.
- группой Booker T. & the M.G.'s (джазовая версия).
- Сарой Вон.
- Сликом Риком в 1985 году.
- Юсефом Латифом в альбоме 1971 года — Suite 16.
- Бобби Голдсборо в альбоме 1966 года — It’s too late.
- Уилли Бобо в альбоме 1966 года — Uno, Dos, Tres 1.2.3.
- Адриано Челентано в альбоме 1984 года — I miei americani.
- Рамзи Уилльямсом в альбоме (I Got no Kick Against) Modern Jazz — A GRP Artists' Celebration of the Songs of the Beatles(1995 год).
- Беном Харпером в стиле регги и группы The Four Tops.
- Томасом Андерсом (бывший солист группы Modern Talking) в 1995 году в сольном альбоме Souled.
- Перри Комо в альбоме 1977 года — The Best of British.
- Джейсон Кастро исполнил песню в 7 сезоне популярного телешоу — «American Idol».
- Томми Эммануэлем записали инструментальную версию песни для акустической гитары.
- Ричард Коккиэнт в альбоме-саундтреке «Всё это и Вторая мировая война».
- группой Béla Fleck and the Flecktones в альбоме Flight of the Cosmic Hippo
- Миной на итальянском языке (авторы адаптированного текста — Рики Джанко и Вито Паллавичини) в 1967 году на программе Studio Uno[14]. Англо-французскую версию певица записала для своего альбома Plurale 1976 года. По словам Массимилиано Пани, сына Мины, сам Пол Маккартни прислал ей телеграмму, в которой говорилось, что это самая красивая версия, которую он слышал[15].
- Макс Сталлинг использует текст из песни на французском языке в своей работе — «The Beatles and the Thunder» (песня вошла в альбом 2002 года — One of the Ways).
- В советском телеспектакле 1974 года — «Маленькие комедии большого дома», герой одной из пяти сатирических новелл спектакля («Звуковое письмо»), которого сыграл Александр Ширвиндт, исполняет инструментальную импровизацию песни «Michelle» на фортепиано.
- Энди Уильямсом.

## Чарты. Версия группыOverlanders

### Нидерланды
| Позиция | 39 | 17 | 6 | 01 | 01 | 01 | 01 | 01 | 2 | 2 | 4 | 7 | 7 | 9 | 22 | 28 |